# Lil Uzi Vert
Lil Uzi Vert, de son vrai nom Symere Woods, né le 31 juillet 1995 à Philadelphie dans l'État de Pennsylvanie, aux États-Unis, est un rappeur, chanteur et auteur-compositeur-interprète américain.
Lil Uzi Vert se fait remarquer pour ses mixtapes comme Luv Is Rage parue en 2016. En août 2017, Woods sort son premier album studio, Luv Is Rage 2, en partie mis en avant grâce au morceau XO Tour Llif3, qui atteint la première place au Billboard 200.

## Biographie
Symere Woods naît dans le nord de Philadelphie à Francisville. Ses influences musicales principales sont Ying Yang Twins et Mike Jones dont le premier album fut le premier de sa collection. Woods a par la suite découvert Wiz Khalifa et Meek Mill, qui ont influencé son style musical et son style lyrique. Le rock fait également partie de sa culture avec des artistes et groupes tels que Marilyn Manson, Paramore, My Chemical Romance et The All-American Rejects, affirmant être un "grand fan de Marilyn Manson", et désignant Mechanical Animals comme étant son album préféré.
Lil Uzi Vert a commencé à rapper lors de son année de seconde, se faisant passer pour « un gamin normal, ne voulant pas vraiment faire du rap », après avoir entendu un camarade de classe, William Aston, freestyler sur un morceau de Chris Brown. Woods, Aston et un autre ami créèrent ainsi un groupe de rap, intitulé Steaktown, qui s'est séparé lorsque Uzi avait 17 ans. Woods aura par la suite abandonné ses études et aura rapidement trouvé un emploi à un Bottom Dollar, même s'il a duré à peine une semaine, puis démissionne après quatre jours et est expulsé de chez lui par sa mère. La situation l'amène à obtenir son premier tatouage sur le visage, le mot "Faith", ce qui l'a poussé à prendre au sérieux sa carrière de rappeur.
Sur les réseaux sociaux, Woods s'est vanté d'avoir conclu un pacte avec le diable et a indiqué que ses fans le rejoindraient en enfer,,,.

### Carrière

#### Les débuts (2009-2016)
Lil Uzi Vert se fait remarquer par Don Cannon pour sa technique de rap après avoir entendu l'une de ses chansons sur la radio jouée par DJ Diamond Kuts. Lil Uzi Vert signe plus tard un contrat avec le label de DJ Drama, Don Cannon et Leighton Morrison, Generation Now, et avec Atlantic Records. L'artiste attire pour la première fois l'attention sur lui en étant invité en featuring sur WDYW, single de Carnage avec A$AP Ferg et Rich the Kid en 2015.
Lil Uzi Vert se démarque en solo en sortant sa troisième mixtape intitulée Luv Is Rage le 18 décembre 2015. Produit par Don Cannon, FKi, Sonny Digital, TM88, DP Beats et Maaly Raw entre autres, la mixtape est soutenue par les featurings de Wiz Khalifa et Young Thug. Le 15 avril 2016, Uzi délivre sa quatrième mixtape, Lil Uzi Vert vs. the World, une nouvelle fois produite par Don Cannon. Son activité sur la scène hip-hop lui permet d’être nommé parmi dix artistes au XXL Freshmen en 2016. Productif, Lil Uzi Vert sort sa cinquième mixtape, The Perfect Luv Tape, le 31 juillet 2016, à l'occasion de son anniversaire. En octobre 2016, Lil Uzi Vert apparaît en featuring sur la chanson Bad and Boujee du groupe Migos qui se propulsera directement à la première place du Billboard Hot 100.

#### Luv Is Rage 2 (2017)
Le 24 mars 2017, Lil Uzi Vert dévoile son single XO Tour Llif3 qui a rencontré un grand succès. Ce dernier fut, en effet, publié pour la première fois sur SoundCloud dans son EP Luv Is Rage 1.5 qui est composé de 4 chansons, dont XO Tour Llif3. Le 25 août 2017 sort son premier album studio, Luv Is Rage 2.

#### Eternal Atake (depuis 2019)
Le 11 janvier 2019, Lil Uzi Vert annonce la fin de sa carrière via le réseau social Instagram.
Le titre Free Uzi est dévoilé par surprise le 28 mars 2019, accompagné d'un clip vidéo. Cette chanson fait référence aux tensions que rencontre Lil Uzi Vert avec son label Generation Now qui a conduit au report incessant de son deuxième album, Eternal Atake. Atlantic Records révèle que c'est « un enregistrement qui a fuité. Non officiel ». Le label refuse de répondre au fait que Lil Uzi Vert ait pu sortir ce single par lui-même. Plus tôt dans la semaine, le nom du rappeur est ajouté sur le site web du label Roc Nation, posant des questions sur son engagement envers ses deux labels actuels. Le 12 décembre 2019, il dévoile Futsal Shuffle 2020, premier single de son prochain album. Quelques jours avant la sortie d'Eternal Atake, le rappeur de Philadelphie sort le deuxième et dernier single de son album : That Way, qui se propulsera à la 21ème place du Billboard Hot 100.
Le 6 mars 2020, Lil Uzi Vert publie son deuxième album studio, Eternal Atake. Il aurait dû sortir en 2018 mais subit de nombreux reports, notamment causés par des différends avec son label.
Son album se divise chronologiquement en plusieurs parties selon ses alter-egos : la première partie est avec Baby Pluto qui rappe plus agressivement, la deuxième est avec Orenji qui lui est plus mélodique et qui laisse parler ses sentiments, puis la dernière est avec Lil Uzi Vert qui est un mélange des deux.

## Leaks et Snippets
Lil Uzi Vert est victime de fuites de ses chansons au cours de sa carrière. Certains leaks obtiennent le succès comme Of Course, Zoom ou encore Mission To The Loot. Ces titres sont souvent à base de snippets, tirés de vidéos issues des réseaux sociaux de l'artiste.

## Vie personnelle
Cette section ne s'appuie pas, ou pas assez, sur des sources secondaires ou tertiaires indépendantes du sujet.

Pour l'améliorer, ajoutez-en, ou placez des modèles {{Source secondaire souhaitée}} ou {{Source secondaire nécessaire}} sur les passages mal sourcés. (juin 2024)
- Brittany Byrd est sa compagne de 2014 à 2017. Après leur séparation, ils restent en bon termes. Elle a fait des apparitions dans certains de ses clips tels que celui de Money Longer ou encore sur la cover de LUV vs. The World et LUV vs. The World 2, la version « deluxe » d'Eternal Atake. Sa rupture avec Brittany devient le thème principal de son album Luv Is Rage 2.
- Playboi Carti est un de ses amis. Ils ont commencé à enregistrer ensemble depuis 2015 mais leur première collaboration officielle est Left Right, sorti en 2016. La même année, Lil Uzi Vert invite Playboi Carti dans la chanson Of Course We Ghetto Flowers dans sa mixtape The Perfect Luv Tape. Playboi Carti lui rend la pareille dans sa mixtape en 2017 dans deux singles : Lookin et wokeuplikethis*. Ce dernier titre se classe à la 24e position du Billboard Hot 100. Playboi Carti, aka Cash Cartier, annonce son album collaboratif avec Lil Uzi Vert intitulé 16*29 en septembre, accompagné du single Break The Bank. Uzi annonce même une tournée avec lui. Mais l'album ne voit jamais le jour, le single est retiré des plateformes de streaming et Uzi annule la tournée. En mai 2018 Lil Uzi Vert apparaît sur l'album Die Lit (certifié disque de platine) de son confrère, dans la chanson Shoota. Mais en mars 2020, Lil Uzi Vert annonce sur Twitter que lui et Carti ne sont plus amis. Un mois après, Playboi Carti sort son single @Meh. Quelques jours après Uzi publie sur Instagram une mystérieuse cover, semblable à celle du single de Carti, et sort peu de temps après le single Sasuke, avec une cover différente de celle qu'il avait publiée. Il reprend dans cette chanson un des éléments principaux du style de Carti, à savoir la « baby voice ». Mais toute cette mascarade se conclut par un tweet de Lil Uzi Vert déclarant que Playboi Carti sera son frère à vie, auquel ce dernier répond par un tweet. Depuis, ils ont collaboré entre autres sur les chansons fuitées SRT[19] en 2020 et Cartier en 2021.

### Diamant sur le front
Dans une publication vidéo diffusée le 3 février 2021 sur son compte Instagram, Lil Uzi Vert révèle qu'il s'est fait greffer un diamant rose de 10 à 11 carats dans son front. Le diamant, qu'il a acquis auprès du joaillier Elliot Eliantte, aurait coûté 24 millions de dollars,,.  

## Discographie

### Albums studio
- 2017 : Luv Is Rage 2
- 2020 : Eternal Atake
- 2020 : Pluto x Baby Pluto (en collaboration avec Future)
- 2023 : Pink Tape (en)
- 2024 : Eternal Atake 2 (en)

### EPs
- 2014 : Purple Thoughtz EP Vol. 1
- 2016 : 1017 vs. The World (en collaboration avec Gucci Mane)
- 2017 : Luv Is Rage 1.5
- 2022 : Red & White

### Mixtapes
- 2014 : The Real Uzi
- 2015 : Luv Is Rage
- 2016 : Lil Uzi Vert vs. the World
- 2016 : The Perfect Luv Tape